# Logică formală
Logica formală este o subramură a logicii care studiază formele propoziționale (termeni, concepte), legile de raționare cu expresii propoziționale diverse și metodele folosite pentru studierea acestora.
Logica formală conține, în principiu, câteva subdiviziuni esențiale:

## Studiul noțiunilor/termenilor
Studiul noțiunilor include și evidențiază tipurile de noțiuni din punct de vedere extensional și intensional.
De exemplu:
O noțiune poate fi precisă dacă extensiunea ei a fost bine dezvăluită sau confuză dacă însușirile obiectului sunt neesențiale sau incomplete. Noțiunea poate fi clară dacă i s-a dezvăluit complet extensiunea arătându-se toate elementele/obiectele ce formează clasa purtătoare a însușirilor prevăzute în intensiune și poate fi obscură dacă mulțimea obiectelor având caracteristicile precizate este incompletă. 
O noțiune este: 
- Vidă atunci când nu conține în extensiunea ei nici un element;
- Nevidă atunci când în extensiunea ei conține cel puțin un element.

O noțiune este: 
- Individuală atunci când conține în extensiunea ei un singur element;
- Generală atunci când cuprinde în extensiunea ei cel puțin două elemente.

Alte chestiuni specifice sunt: definiția termenilor ca noțiuni cărora le este atribuit un nume, legea variației inverse a intensiunii în raport cu extensiunea, clasificarea lor după extensiune(sferă):
- vizi/nevizi;
- colectivi/divizivi;
- individuali/generali;
- vagi/preciși.

după intensiune(conținut):
- abstracți/concreți;
- absoluți/relativi;
- independenți/corelativi;
- pozitivi/negativi.

după raporturi între noțiuni sau termeni:
- identitate;
- intersecție;
- ordonare;
- contrarietate;
- contradicție.

## Studiul propozițiilor categorice
Criterii esențiale de distincție a judecăților/propozițiilor: 
Judecata trebuie să reflecte apartenența sau neapartenența unei însușiri la un obiect. Deci pentru a fi validă logic, o judecată trebuie să afirme sau să nege că un obiect este într-un anumit fel. 
Al doilea criteriu de apreciere a unei judecăți este valoarea de adevăr sau valoarea propriu zis cognitivă, prin raportare la realitatea pe care o reflectă; judecata poate fi adevarată sau falsă.
Alte chestiuni specifice:
- subiect și predicat logic;
- termen distribuit/nedistribuit;
- pătratul logic(al lui Boethius): SaP - Toți S sunt P (S+distribuit, P-nedistribuit);SeP - Nici un S nu este P(S+, P+),  SiP - Unii S sunt P (S-, P-); SoP - Unii S nu sunt P (S-, P+);
- raporturi între propozițiile categorice (contrarietate, subcontrarietate, contradicție, alternare);
- reprezentarea prin diagrame Venn și Euler a relațiilor dintre S si P;

## Studiul raționamentelor
Criteriul de apreciere a raționamentelor este însușirea lor de a da concluzii adevărate din premise adevărate. Aceasta depinde de forma raționamentului care poate fi prezentată ca o schemă de gândire. Însușirea se desemnează prin cuvântul validitate. Raționamentul valid este acea relație între premisă și concluzie, în care o premisă adevărată conduce la o concluzie) adevărată.
Logica studiază condițiile formale ale gândirii, formele valide ale raționamentului, ea indică modalitățile posibile pentru formularea unei concluzii adevărate, fie pe calea rațiunii - raționamentul. 
Trebuie făcută deosebirea între validitatea argumentării și valoarea de adevăr a concluziei. Dacă una sau mai multe premise ale unei concluzii sunt false, atunci chiar sub forma unei argumentări formale valide și concluzia este falsă. Ca exemplu, argumentarea formal corectă "Toate mamiferele sunt patrupede, toți oameni sunt mamifere, deci toți oamenii sunt patrupezi" pornește de la o premisă neadevărată și duce la o afirmație la rândul ei falsă. Pe de altă parte, o concluzie falsă poate în anumite condiții să ducă la o afirmație corectă: "Unele animale sunt bipede, toți oamenii sunt animale, deci toți oamenii sunt bipezi". Prin urmare valabilitatea logică a unei concluzii depinde de felul argumentării și nu de conținutul său. Acest aspect poate fi descris prin expresiile "falsul implică orice" și "adevărul este implicat de orice".
Tipuri de inferențe:
- 1.imediate: operațiile de conversiune, obversiune, contrapunere parțială sau totală;
- 2.mediate: silogismele, M ca termen mediu, premisă majoră, premisă minoră, concluzie, legi ale silogismului, figuri și moduri silogistice, testarea validității silogismelor, polisilogismele (sorit, epicheremă).